# Melechesh
Melechesh — ориентал/блэк-метал-группа, образованная в Иерусалиме в 1993 году, но начиная с 1998 года базирующаяся в Амстердаме. Изначально Ashmedi создал группу как сольный проект, позже к нему присоединились гитарист Moloch и барабанщик Lord Curse. Основной целью группы было создать вид ближневосточного блэк-метала (Древняя Месопотамия) с оккультными темами в музыке и текстах; группа создала термин «Mesopotamian Metal», чтобы лучше описать свой стиль.

## Название
Название «Мелехэш» (допустимо также произношение «Мелекэш») состоит из двух слов на иврите, מלך (мелех — царь) и אש (эш — огонь).

## История
В 1995 году вышел демо релиз As Jerusalem Burns… и 7" EP The Siege of Lachish, которые привлекли внимание фанов блэк-метал андеграунда и местных властей. Melechesh обвинили в «оккультных действиях» под давлением властей города Иерусалим, особенно из-за заголовков местных газет, которые извращали некоторые факты.
В 1996 году группа выпустила первый дебютный альбом As Jerusalem Burns…Al´Intisar на американском блэк-метал лейбле (American black metal record label); позже в группе появился басист Al´Hazred.
В связи с разными профессиональными и личными причинами, участники группы переехали во Францию и Нидерланды в 1998 году. Lord Curse остался в Иерусалиме и позже переехал в США со своей арт-студией, таким образом группа нуждалась в новом барабанщике. Proscriptor (Absu) заполнил вакантное место. С того момента Melechesh выпустили 2 полных альбома: Djinn (2001), связан с мифологией Месопотамии, и Sphynx (2003), связан с шумерской мифологией, в то время как всегда сохраняли оккультные темы Ближнего Востока. В 2006 году группа выпустила четвёртый полный альбом Emissaries, изданный в Европе лейблом Osmose Productions, в США и Канаде — The End Records. Между тем, Xul заменил Proscriptor как барабанщик. В свою очередь, Proscriptor, уже будучи не в группе, планирует переиздать The Siege of Lachish на своем лейбле, Tarot Productions, в 2007.

## Недоразумения относительно группы
Melechesh до сих пор называют израильской метал-группой в связи с тем, что она была образована в Иерусалиме, но большую часть существования коллектива участники проживают в Нидерландах. В одно время в составе группы находилось 4 представителя разных этнических групп: армянин/ассириец Ashmedi, ассириец Moloch, голландец Xul и украинец Al' Hazred.
К тому же, некоторые думают, что Melechesh имеет древнеегипетские мифологические мотивы, в то время как за свою почти тридцатилетнюю карьеру Melechesh никогда не играли египетские темы.

## Участники

### Текущий состав
- Ashmedi — Вокал, гитара, бас, 12-струнная акустическая гитара, клавишные и перкуссия (1993—…)
- Moloch — Гитара (1994—…)
- Lord Curse — Ударные (В альбоме As Jerusalem Burns) (1994—1999, 2013 - наст. время)
- Scorpios Androctonus - Бас, бэк - вокал (2013 - наст. время)

### Бывшие участники
- Xul - Ударные (2005 - 2013)
- Proscriptor (Absu) — Ударные, бэк-вокал, тексты (В альбомах Djinn и Sphynx) (1999—2005)
- Al´ Hazred — Бас, бэк-вокал, клавиши (1996—2008)

## Дискография
- 1995 — As Jerusalem Burns… (демо)
- 1995 — The Siege of Lachish (EP)
- 1996 — As Jerusalem Burns…Al´Intisar
- 2001 — Djinn
- 2003 — Sphynx
- 2004 — The Ziggurat Scrolls (EP)
- 2006 — Emissaries
- 2010 — The Epigenesis
- 2015 — Enki